# Virginie Viard
Virginie Viard (Lione, 26 maggio 1962) è una stilista e costumista francese, da marzo 2019 a giugno 2024 direttrice artistica di  Chanel..

## Biografia
Virginie Viard è nata a Lione e ha vissuto la sua infanzia a Fixin. È la figlia del chirurgo Henri Viard e di Bernadette Viard. I suoi nonni erano produttori di seta. È la maggiore di 5 fratelli e la sorella del regista Arnaud Viard. Dopo il diploma di maturità, partì per un anno a Londra prima di tornare in Francia, a Lione, e prese lezioni di cucito al Cours Georges. Ha iniziato la sua carriera come assistente del costumista Dominique Borg, che all'epoca lavorava al film Camille Claudel. Lo ha poi accompagnato come costumista nei primi due film della trilogia Three Colors di Krzysztof Kieslowski, che l'ha portata a prendersi cura degli outfit di Juliette iBinoche e Isabelle Adjani.
Nel 1987 è entrata a far parte di Chanel dove si è occupata del ricamo. Successivamente, nel 1992, ha seguito Karl Lagerfeld da Chloé prima di tornare nel 1997 a Chanel dove è diventata direttrice dello studio di fashion design nel 2000.
Descritta da Karl Lagerfeld come il suo "braccio destro e braccio sinistro allo stesso tempo", ha formato con il couturier un duo creativo per quasi 30 anni. Nell'ottobre 2018 ,è apparsa per la prima volta al fianco di Karl Lagerfeld al termine di una sfilata Chanel.
È stata nominata direttrice artistica della casa di alta moda Chanel nel 2019, in seguito alla morte di Lagerfeld. A lungo soprannominata dal couturier, la successione è stata pianificata per molto tempo e si è rapidamente affermata, dopo i tanti anni trascorsi al suo fianco. Tuttavia, la discrezione di Virginie Viard lascia alcuni osservatori della moda dubbiosi sulla sua capacità di gestire, come ha fatto Karl Lagerfeld, il marketing o l'immagine del marchio.
Nel maggio dello stesso anno, ha presentato la sua prima sfilata al Grand Palais di Parigi come direttrice artistica di Chanel, il cui presidente ha insistito su una transizione "liscia". Attingendo dalla storia della casa, Virginie Viard riprende alcuni codici di Coco come Karl, tra cui ballerine bicolori, viola, mussole in fiore.
Da giugno 2024 ha lasciato la maison.

## Filmografia

### Costumista
- Tre colori - Film blu (Trois couleurs: Bleu), regia di Krzysztof Kieslowski (1993)
- Tre colori - Film bianco (Trois couleurs: Blanc), regia di Krzysztof Kieslowski (1994)